# إدوارد هوبي
السيد إدوارد هوبي (1560 -1 مارس 1617) كان دبلوماسيًا إنجليزيًا وعضوا برلمانيا وباحثا وجنديا خلال فترة حكم الملكة إليزابيث الأولى وجيمس الأول. كان ابن توماس هوبي وإليزابيث كوك. وكان من خواص الملك جيمس الأول، وقد نشر عدة أعمال يدعم فيها البروتستانتية بالإضافة إلى مترجمات من الفرنسية والإسبانية